# (2807) Карл Маркс
(2807) Карл Маркс (лат. Karl Marx) — астероид главного пояса, который принадлежит к тёмному спектральному классу C и входит в состав семейства Доры. Он был открыт 15 октября 1969 года советским астрономом Л.И.Черных в Крымской астрофизической обсерватории и назван в честь немецкого философа основателя научного коммунизма Карла Маркса. 

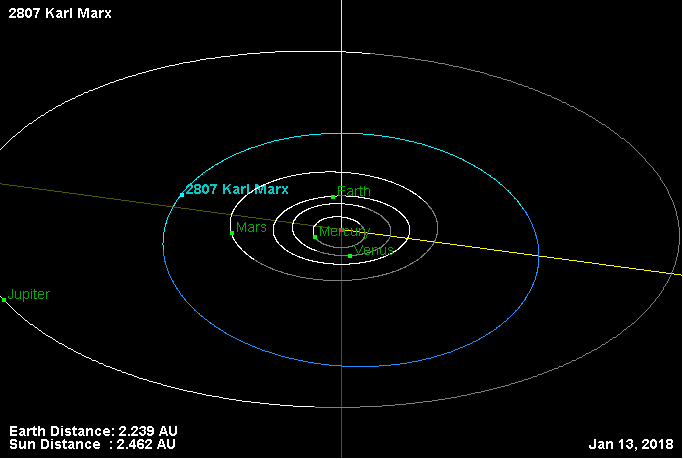
Орбита астероида Карл Маркс и его положение в Солнечной системе

Свой оборот вокруг Солнца этот астероид совершает за 4,67 земных года. 